# Казённокоштный
Казённоко́штный — название учащихся российских учебных заведений в XVII веке — первой половине XIX века, обучавшихся и содержавшихся полностью за счёт государственных средств, на «казённый кошт» (в отличие от своекоштных).

## История
При разработке проекта создания Московского университета был использован опыт содержания на казённый счёт учащихся при Академии наук. По первому варианту было предусмотрено содержание казённокоштных студентов в 20 человек, затем — 30 человек; а также казённокоштных гимназистов — по 50 человек из дворян и разночинцев. В результате в Московском университете первоначально наибольшее число казённых мест было на философском факультете, с которого начиналось обучение, а к началу XIX века количество казённых мест по штату было: 40 человек на юридическом, математическом и словесном отделениях и 100 человек на медицинском. Такое положение практически сохранилось до конца XIX века.
Студенты принимались на казённый кошт на основе прошения при условии хорошей успеваемости, хорошего поведения и предъявления свидетельства о бедности, подписанного несколькими лицами благородного происхождения. По окончании университета они должны были в качестве компенсации расходов государства на их обучение прослужить не менее 6 лет по ведомству Министерства народного просвещения.
Различные ведомства выделяли финансовые средства на содержание воспитанников, чтобы по окончании курса они поступали на службу в данном ведомстве. Были также особые «кавказские казённые воспитанники», обязанные по окончании курса прослужить не менее шести лет на Кавказе.
Казённокоштным студентам предоставлялось жильё, питание, обмундирование, канцелярские принадлежности и учебная литература. Это открывало дорогу к образованию молодым людям из малоимущих слоёв населения.
Довольству казённокоштных студентов, судя по воспоминаниям, завидовали многие из своекоштных. Всё необходимое для учёбы, начиная от одежды и книг, рекомендованных профессорами для лекций, и до сальных свечей, писчей бумаги, карандашей, чернил и перьев предоставлялось университетом. Университетские служители следили за сменой белья, чистили студентам платье и сапоги, даже пришивали недостающие пуговицы на вицмундире — таким образом, осуществлялась та цель, чтобы всё время казённокоштных студентов могло быть отдано науке.
Казённокоштные студенты жили в особо отведённых для них помещениях: длинных и обширных залах — «камерах». В одной камере помещалось 8—10 человек. Обстановка комнат состояла из железных кроватей вдоль стен, разгороженных щитами; возле кроватей стояли тумбочки для белья, а в центре, лицом друг к другу — несколько пюпитров с выдвижными досками для книг и тетрадей, за которыми учащиеся готовили уроки. На середине камеры было два стола с ящиками и скамьями для занятий. В казённых домах соблюдался строгий порядок дня (подъём в 7 часов утра, лекции с 9 до 2 часов дня и с 3 до 6, в 11 часов — сон). Во время лекций дежурный суб-инспектор обходил номера и отсылал в университет не пошедших на занятия студентов. Позволялось заниматься ночью не в номере, а в студенческой библиотеке, а также уходить из университета к родным или знакомым и проводить ночь там (с разрешения суб-инспектора). По праздникам казённокоштные студенты обязаны были посещать церковные службы.
В 1858 году казённокоштные студенты были перемещены на вольные квартиры, и им вместо полного содержания стали отпускать определённую сумму в виде стипендий. В целом ряде учебных заведений, где были интернаты и пансионы, казённые стипендии на руки не выдавались, и воспитанники, эти стипендии получавшие, были обязаны жить в интернатах и пансионах.
Казённокоштные студенты много читали, покупали в складчину книги. Несмотря на запреты, среди студентов широко распространялись вольнодумные произведения (стихи Пушкина, К. Ф. Рылеева, А. И. Полежаева и др.). Студенты часто устраивали литературные вечера, на которых читали вслух собственные произведения и устраивали диспуты о выходивших в то время сочинениях.
Введение платы за обучение и отказ от содержания «казённых квартир» (1841) существенно ограничили возможности получения высшего образования для малообеспеченных слоёв населения. Пожертвования на содержание университетских воспитанников всегда были одним из наиболее распространённых видов «вспомоществования» университетам со стороны русского общества, а во второй половине XIX века эта деятельность приобрела новые формы организации благотворительных комитетов или обществ. Общества в поддержку университетского студенчества возникли в начале 1870-х гг. в Москве, Казани и Санкт-Петербурге. Согласно Уставу, общества ставили целью «доставление бедным студентам университета» средств к существованию для окончания университетского образования".